# Мадридски Скилица
Мадридски Скилица је богато илустровани илуминирани рукопис Синописа Историја (Σύνοψις Ἱστοριῶν), Јована Скилице, који покрива период владавине византијских царева почевши од Нићифора I од 811. до уклањања са власти Михајла VI 1057. године. Рукопис је сачињен на Сицилији у 12. веку, и данас се налази у Националној библиотеци Шпаније у Мадриду, са ознаком MS Graecus Vitr. 26-2; нашироко познат као Madrid Skylitzes, Codex Græcus Matritensis Ioannis Skyllitzes, или Skyllitzes Matritensis. То је једини преживели илустровани рукопис грчке хронике и садржи 574 минијатуре.
Нејасно је да ли су ове илустрације копије ранијих византијских слика или су биле ново креиране посебно за ову копију.